# Waterloo (Indiana)
Waterloo település az Amerikai Egyesült Államok Indiana államában, DeKalb megyében. Lakosainak száma 2116 fő (2020. április 1.).

## Közlekedés
A települést érinti az Amtrak két távolsági vasúti járata is, a Capitol Limited és a Lake Shore Limited.

## Népesség
A település népességének változása:

| 2010 | 2 242 |
| 2020 | 2 116 |